# Hüperborea

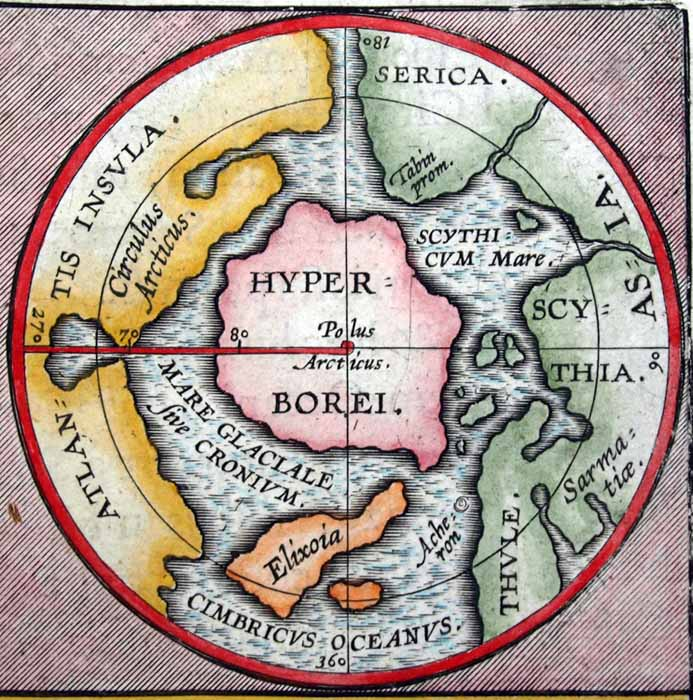
Hüperborea Abraham Ortelius térképén (1621)

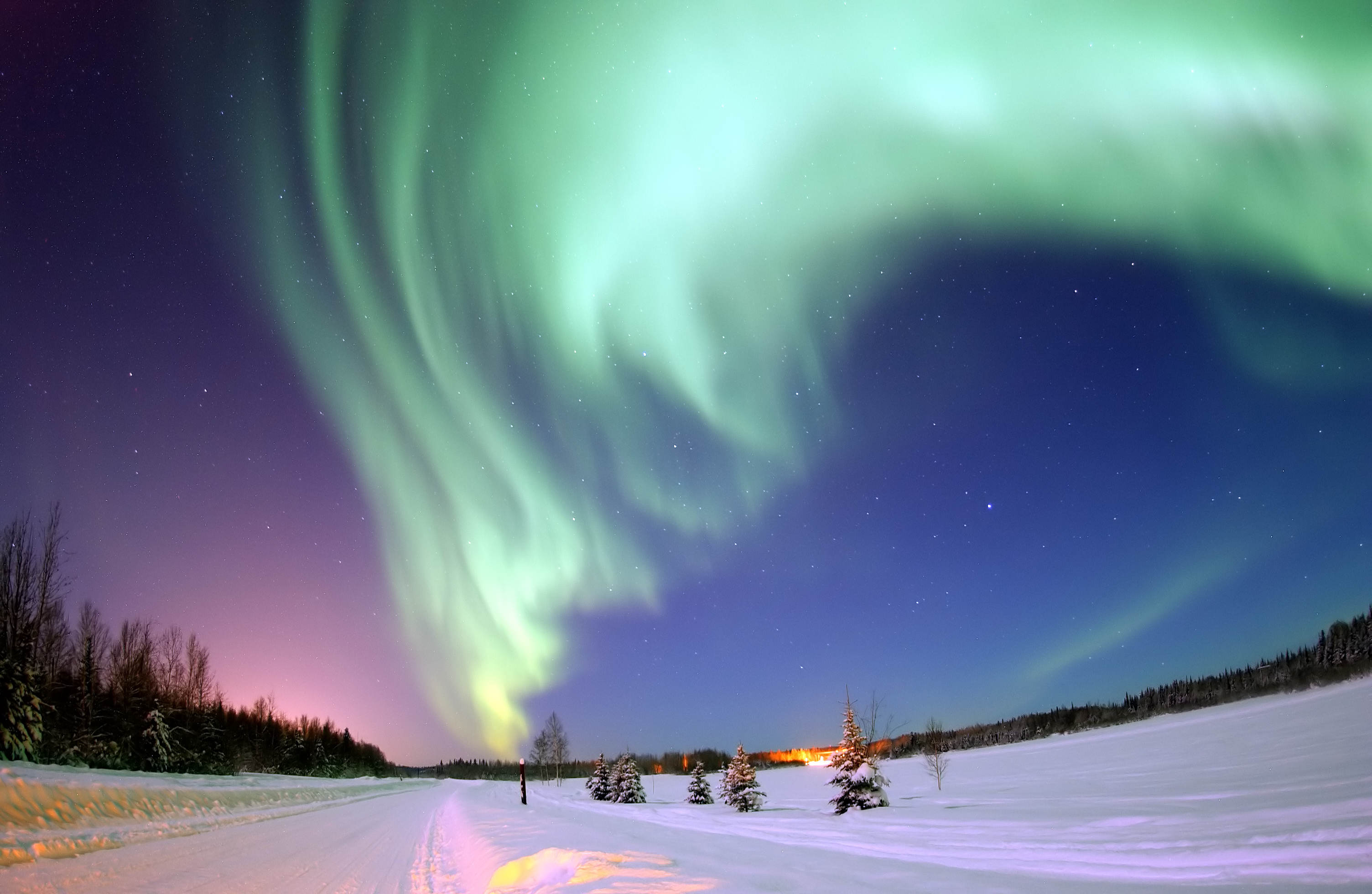
Sarki fény, Bear Lake, az Északi-sarkon figyelhető meg az aurora borealis jelensége

Hüperborea („a Boreaszon túli”) egy feltételezett egykori északi földrész vagy földterület, esetleg szigetcsoport, ami ha volt is, ma már nem létezik. Pontos helye nem ismeretes, az sem bizonyos, létezett-e valaha. Létezéséről csupán mítoszokból értesülhetünk. Ezért az egzakt tudomány nem tud, olykor nem is kíván bejárni az értelmezésének kérdéseibe. Létezése mellett szól, hogy több nép mítoszaiban is szerepel, más-más néven ugyan, de a görögön kívül, indiai, kínai források is említést tesznek egy „távoli északi föld”-ről. Hüperboreoszok néven (görögül: „nép, amely a hegyeken túl lakik”) említik az ott élő népet, ugyanakkor ezt igazoló, bizonyító erejű fizikai leletek egyelőre nem kerültek elő.
A legtöbb történész, aki megkísérli beazonosítani Hüperborea egykori helyét, a fennmaradt leírások nyomán Észak-Szibéria, Alaszka vagy Grönland térségére teszi a mitikus szigetet, egy olyan korba, amikor az északi sarkköri térség még nem a mai fagyos világ, hanem viszonylag enyhe klímájú, lakható vidék volt. Többen a Grönlandtól keletre található tengeralatti platót tartják legvalószínűbbnek, mint Hüperborea egykori helyét, mely egy jól körülhatárolható kiemelkedés, s korábban bizonyíthatóan szárazföld volt. Geológus szakértők még nem találtak biztos magyarázatot az elsüllyedése okaira. A jelenleg tenger alatti plató közepén – hangradar-vizsgálatok szerint – egy tenger alatti hegyvonulat található.

## Hüperborea a mítoszokban
A görög legendák szerint Boreasz a téli vihar istene, lakhelye az északi Rhipaeus hegység, az ókori hagyomány szerint ettől északra lakott egy boldog életű, szent nép. Országukról azt hitték, hogy ott a nap fél évig nem száll le, ezért szereti Apollón e szent népet, mely őt folyton énekli és dalokban dicsőíti. A vetés náluk gyorsan megérik, az emberek boldogok, nem ismerik a viszályt és erőszakot, s 1000 évig is elélnek, ha az életet megunva, le nem dobják magukat egy szent szikláról a tengerbe. 

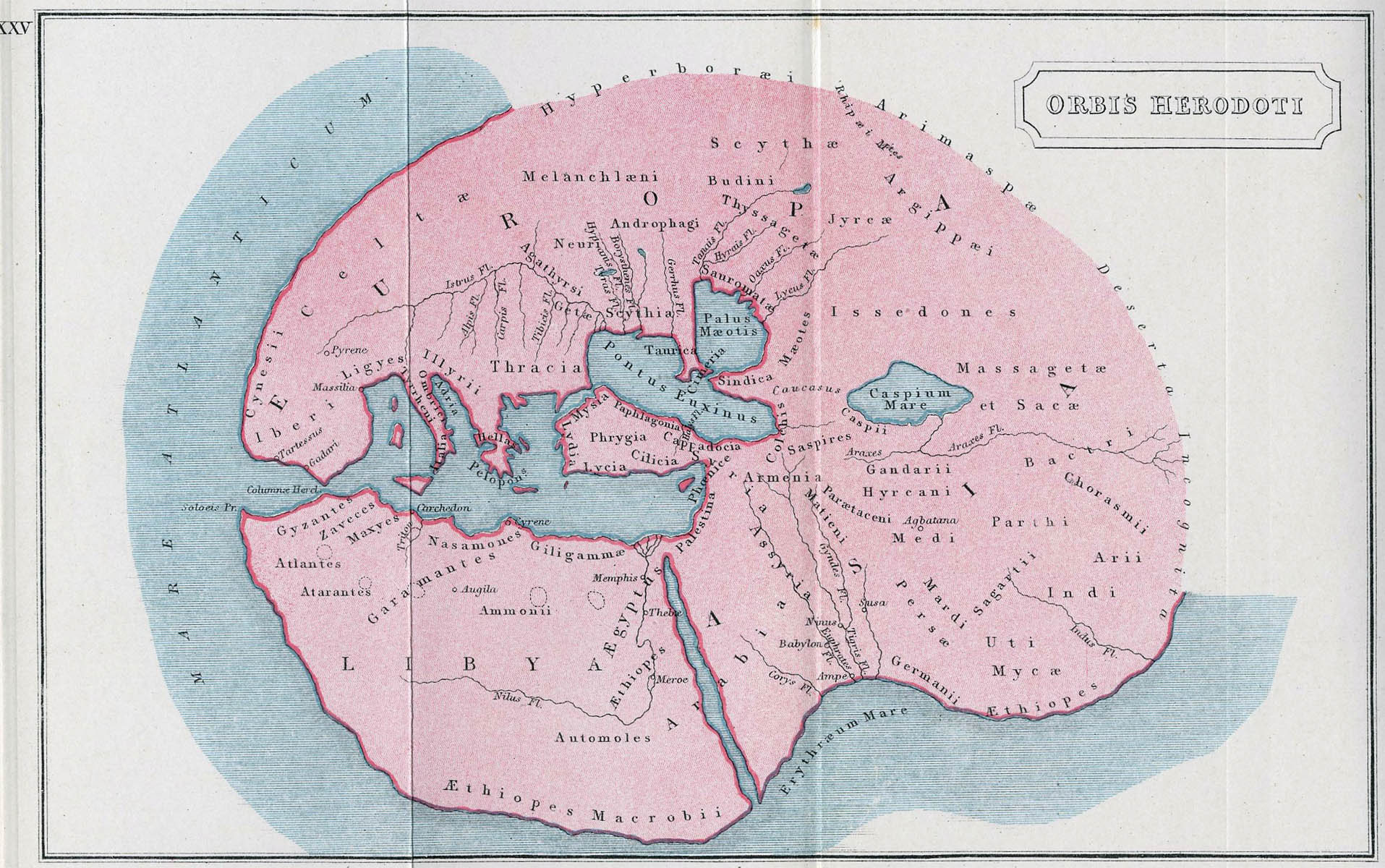
Hüperboreia az ókorban ismert világ északi peremén, Hérodotosz leírása szerint

Indiai mítoszok szerint (Rigvéda) Hüperborea egy létező hely volt, mely a Sarkkörön túl helyezkedett el, nagyjából Grönlandtól keletre. Az indiaiak eredetmítosza szerint őseik Hüperborea központja, a Meru hegy mellől, kalandos vízi utazás során vándoroltak le jelenlegi lakhelyükre, Indiába. Mint köztudott, az északi sarkkörön túl fél évig a nap 24 órájában süt a nap, majd fél évig nem kel fel. A Rigvédában szereplő indiai ősök életkorát is a régi hazában jellemző viszonyokhoz alkalmazkodva, féléves nappalokban és féléves éjszakákban számították: 1 földi évet 1 isteni napként számítottak.
Egy, mindig is a sarkkörön élt ember számára elvileg 1 nap egy évig tart, és 1000 nap megegyezik 1000 évvel. Így pl. egy ősi időkben 60 évet élt férfi, akit később istenként tiszteltek, a későbbi "normál" számítások alapján már 60 × 365 = 21 900 évig élt, ami magyarázatot adhat a régi idők rendkívül hosszú életű személyeiről szóló történetekre.
A fél évig tartó napok jelensége a görög mítoszban már Apollóval, mint a fény istenével függ össze, akiről azt hitték, hogy a sötét téli hónapok idejére hattyúktól vont szekéren kedvelt népéhez utazik Hüperboreába, s csak a nyárra tér vissza Delphoiba. Egy déloszi legenda szerint a hüperboreoszok a régebbi időben első termésük zsengéit e szigetre küldték Dodonán, Thesszálián és Euboián át. Hérodotosz kételkedett a nép létezésében, Idősebb Plinius viszont határozottan létező népnek tartotta őket; a tudósok és költők helyüket a Föld északi, illetve nyugati részén jelölték ki. Eratoszthenész szerint a Föld legészakibb részén éltek.
Abarisz és Eileithüia hüperboreoszok voltak. A legendás nép földjére halandók közül csak Héraklész és Perszeusz jutott el a mítoszok szerint.
A középkorban semmit sem tudtak az északi sarkköri területekről, mégis máig fennmaradtak térképek, melyek a mai térképeken nem szereplő földrészt ábrázolnak az északi sarkkörnél, de már ezek is csak mint "egykor volt" szigetként említik és jelölik.
A 2008-ban Astrid Lyst norvég kutató vezetésével végzett vizsgálatok feltételezései szerint az Északi-sark és a sarkkörön belüli területek felszíne utoljára kb. 6-7000 évvel ezelőtt volt jégmentes, tehát a görögökkel egy időben létezett civilizáció jelenléte az északi sarkkörön nem lehetséges, ellenben egy korábbi civilizáció jelenléte nem zárható ki.

## Modern elméletek

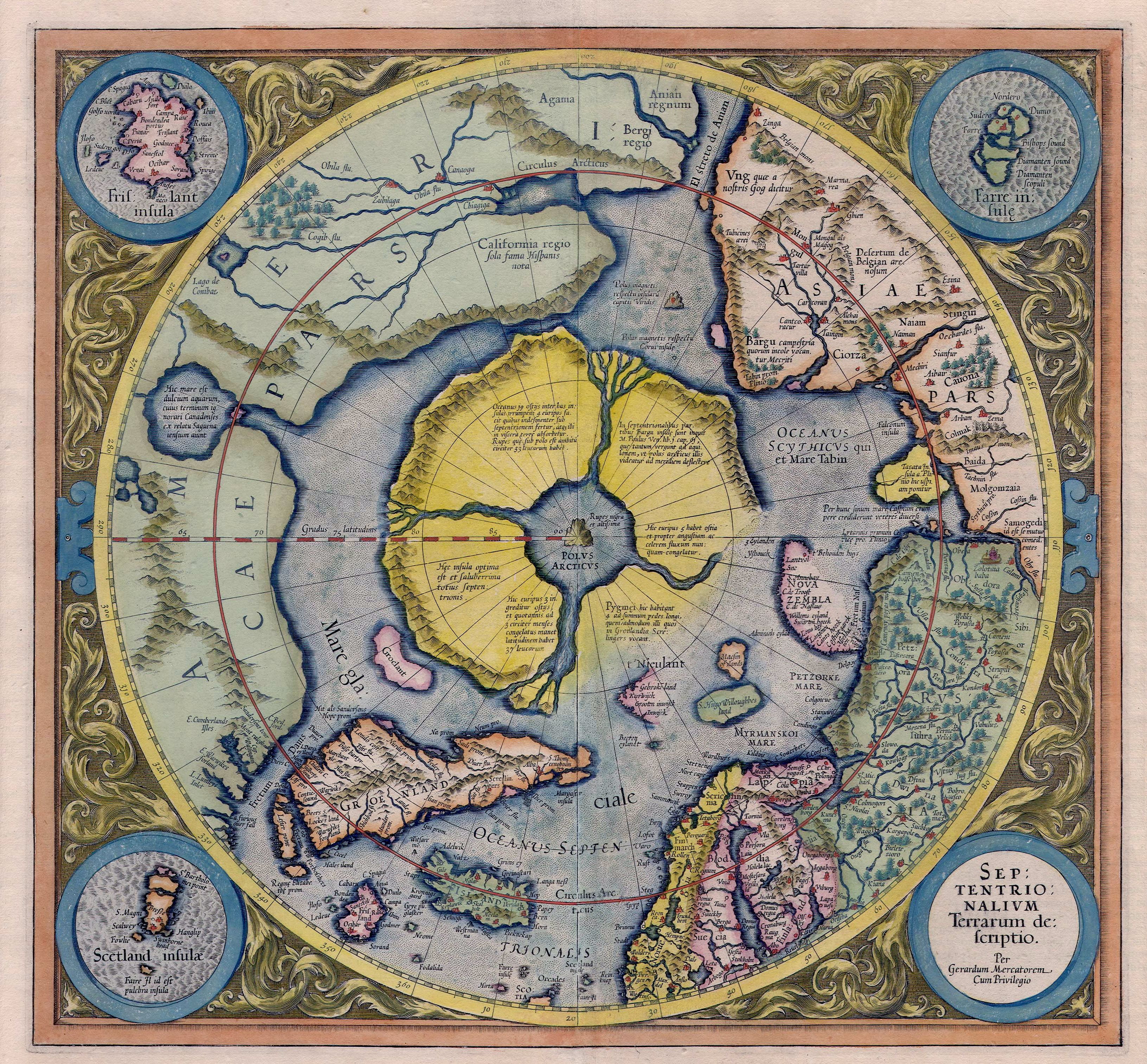
Mercator 16. sz-i térképén négy részre osztott földrészt jelez az északi sark övezetében, állítólag egy régebbi térkép alapján

### Ezoterikusnézetek
Az Északi-sarkon megfigyelhető az aurora borealis, ('északi fény') jelensége (a világűrből érkező töltött részecskék ionizálják a légkört, s ennek hatására jelennek meg különböző fények). Ez sok érdekes elméletet szült, különböző magyarázatok születtek arra vonatkozóan, hogy ez a jelenség isteni vagy földönkívüli beavatkozás nyoma.

#### A civilizáció bölcsője
H. P. Blavatsky, Rene Guenon és Julius Evola egyaránt osztják azt a nézetet, hogy a történelem előtti időkben (az Aranykorban) itt kialakult civilizáció magát a "szent lelket", vagy Istent látta a jelenségben "lebegni a víz felett", mint ahogyan a Biblia Teremtés könyvében is áll. Egy ilyen környezetben rendkívül könnyen alakulhatott ki vallási központ, mely vonzotta az akkori világ minden sarkából a "csodát", Isten jelenlétét személyesen megtapasztalni vágyókat, sőt magának a vallás kialakulásának is a gyökere lehetett. Egy ilyen központ - ha létezett - magával hozhatta a kultúra kiemelkedő fejlődését a területen, és a fent említett görög mítosz zenei utalása alapján akár a zene kialakulását, melyet egyes szakértők szerint eredetileg imádkozásra használtak (a tökéletes mantrát együtt "énekelve" értek el különböző frekvenciájú rezgéseket, melyekkel gyógyítani tudtak, vagy Istent próbálták elérni imájukkal tökéletes akusztikájú templomaikban, hasonló rendeltetésű templomok későbbi változataira a majáknál és Babilonban is találunk példát[forrás?]).

#### Az éltető fény

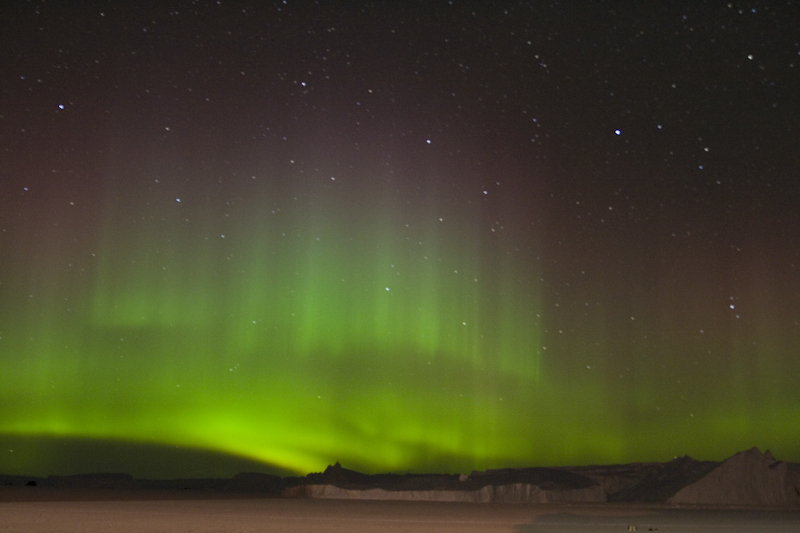
Aurora australis az Antarktiszon

Más ezoterikus szerzők, pl. Jocelyn Godwin (Arktos: The Polar Myth) szerint az Északi-sark árasztja magából az életet, míg a Déli-sark a "démoni" oldal, mely elnyeli az energiákat, s a hüperboreoszok ezáltal élhettek hosszabb ideig, mint egy átlagos ember, feltöltekezve a kiáramló "mannával". Ez a manna szerintük maga az északi fény, vagy annak kiváltó, de nem látható oka. Elképzelésüket azzal próbálják igazolni, hogy a Naprendszer minden egyes bolygójának északi sarkánál különös jelenségek tapasztalhatók (a Marson fagyott jégsapka, a Szaturnuszon pedig megmagyarázhatatlan hatszögletű "áramlás" található az északi pólusnál), melyek anyagkiáramlásra utalnak, s melyből - elméletük szerint - akár maguk a földi élethez szükséges alapelemek is származhatnak.[forrás?] Ezt az elméletet cáfolja az aurora australis léte (a Déli-sarkon kialakuló sarki fény), mely északi párjával megegyező tulajdonságokat mutat.

### Tudományos elméletek
Az ezoterikus elméletek mellett tudományos alapokra épülő (ám bizonyítatlan) elméletek is születtek Hüperboreát illetően.

#### Üreges Föld

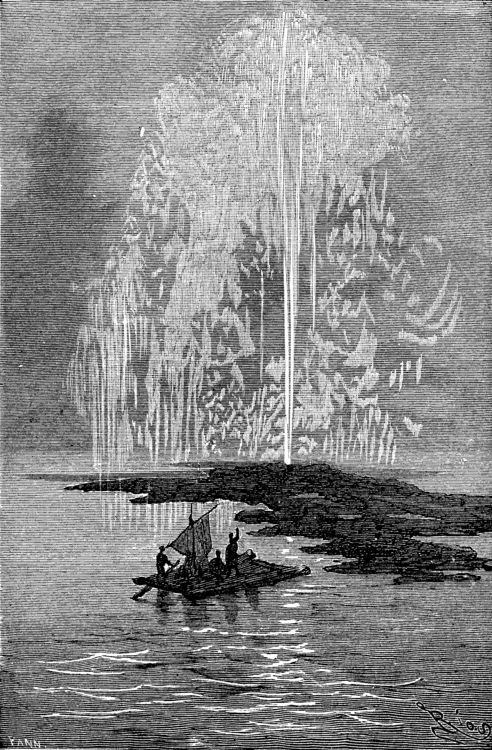
Az Utazás a Föld középpontja felé című könyv illusztrációja (1864)

Jules Verne Utazás a Föld középpontja felé című művének alapötletére épül Brooks Agnew amerikai kutató elmélete. Agnew The Inner Earth Expedition (Belső Föld Expedíció) néven expedíciót szervezett, egy orosz jégtörővel, a Jamallal, az északi-sarki térségbe, hogy - szavai szerint - "egyszer s mindenkorra kiderüljön, üreges-e a Föld belseje vagy nem". Az expedíciójáról azóta az se derült ki, hogy egyáltalán elindult volna. Agnew nem csak egy elsüllyedt földrészt sejt Hüperborea helyén, hanem egyenesen azt állítja, hogy a Föld bolygó nem "letört, vagy kiszakadt valamiből", hanem egy gyorsan forgó anyag és porhalmazból állt össze bolygóvá a középpontjában lévő nagy gravitációjú vasmag hatására, mint minden bolygó az elmélete szerint. 
Az elképzelés szerint a forgó anyaghalmaz külső rétegei a centrifugális erő hatására idővel egyre tömörebbek lettek, míg belseje "üreges" maradt. Agnew úgy képzeli, a Föld vasmagja valójában egy belső nap, és a bolygónk kérgének belső oldala és e belső nap között üres tér található. E térben, a kéreg belső oldalán, egy másik, felfelé görbülő horizontú világ található. Magyarázata szerint ez az "alvilág", melynek bejárata az északi sarkkörön belül található, bár azt egyelőre jég fedi. Szerinte elmélete magyarázat az északi fény jelenségre, mely itt árad ki a földből, s mely a belső napból származik. Elképzelését többek között azzal is indokolja, hogy kell lennie belső összeköttetésnek a két sarkpont között, ugyanis szerinte a két pólus körüli tengeri élővilág meglepő mértékben megegyezik. Véleménye szerint a Hüperboreoszok csupán látogatók a "Külső Föld"-ön, valójában fejlett technológiájukkal odalentről figyelnek minket, miután létrehozták az ősi civilizációkat, és bennük véli felfedezni magukat UFO-kat is.[forrás?]

#### Földi Paradicsom
Dr. Valery Dyemen, orosz sarkkutató szerint Hüperborea létezett és az Édenkerttel (avagy Paradicsommal) azonos.
Az ötlet nem új, a bostoni egyetem rektora, William Warren publikálta először vizsgálatainak eredményét, Földi Paradicsom az északi sarkon (Paradise Found at the North Pole) még a 19. század végén. A könyv tizenegy kiadást ért meg, Warren nagyszámú mítoszt és legendát tanulmányozott a legkülönbözőbb civilizációktól, melyek a földi Paradicsomra való utalásokat tartalmaztak. Véleménye szerint a történetek sok eleme összecseng, és a legtöbb információ-töredék szerint az Édenkertet az északi, vagy még inkább a sarki régiókba tehetjük.
Azt hiszem az ottani civilizáció nyomait ma Eurázsiában, és az amerikai sarki régióban, a sarki régió kis szigetein, és a sarkköri tenger fenekén, folyók, tavak mélyén kell keresnünk. Megjegyzendő, hogy Oroszországban található a legtöbb lehetséges lelőhely, amely összefüggésbe hozható Hüperboreával. Néhány helyszín [...] már magára vonta a kutatók figyelmét, de sokkal több vár felfedezésre. Kutatások vannak folyamatban jelenleg is a Kola-félszigeten, Vaigach-szigeten, Kareliában, az Urálban, Nyugat-Szibériában, Jakutföldön és néhány más régióban. Jó kilátások vannak egy Ferenc József-földi kutatásra is.
Dr. Dyemen, elmélete alátámasztására Gerardus Mercator, 16. századi térképész északi-sarki régióról készített térképét hozza fel:
A késő középkorig semmilyen információ nem állt rendelkezésre a sarki régiókról, legfeljebb Grönland parti területeit ismerték. Mercator - aki egyébként igen pontos térképeket szerkesztett - mégis nagyon pontosan ábrázol a térképén egy földrésznyi területet. Egy 1563-ban írt levelében arról tesz említést, hogy a kérdéses terület rajzát egy jóval régebbi térképről másolta.
Dyemen szerint a térkép ráillik a Bibliában említett és Iosephus Flavius korai zsidó történész által leírt Édenre, melynek földjét szintén négy folyó mosta, melyek a mennyben eredtek, s melyek Éden közepéből áradtak szét a világ négy sarka felé.

## Külső hivatkozások
Ókori lexikon I–II. Szerk. Pecz Vilmos. Budapest: Franklin Társulat. 1902–1904.  